# Garcilaso de la Vega (poeta)

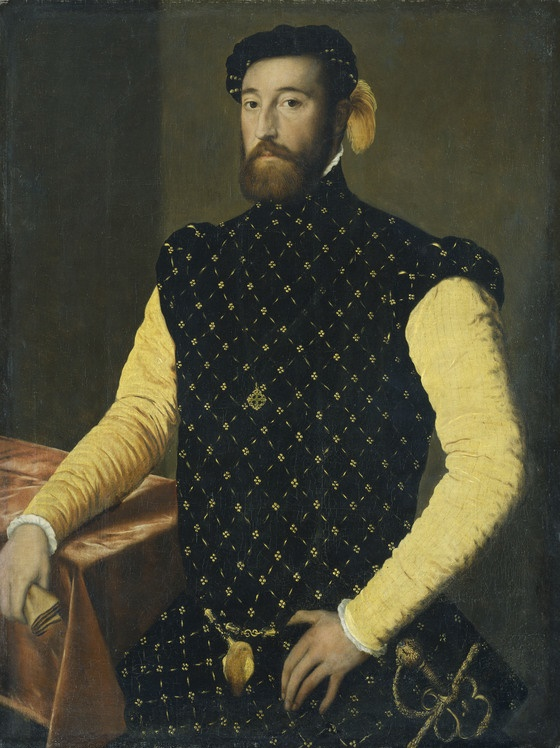
Ritratto del Poeta di Jacopo Carucci Pontormo

Garcilaso de la Vega (Toledo, 1501 o 1503 – Nizza, 14 ottobre 1536) è stato uno dei maggiori poeti della letteratura spagnola. Grande merito è quello di aver contribuito a diffondere in Spagna la nuova metrica italiana, come il sonetto, le ottave, il verso libero. Avvincente figura di poeta soldato, morì in seguito alle ferite riportate in Francia, durante la campagna militare contro Francesco I. Spesso viene confuso con il suo omonimo, Garcilaso de la Vega, scrittore peruviano della metà del XVI secolo.

## Biografia
Nato da una nobile famiglia di Toledo entrò al servizio del re e imperatore Carlo V, e lo seguì nelle sue spedizioni militari. Fu infatti un valoroso soldato. Già sposato si innamorò di Isabel Freire, damigella della regina Isabella di Portogallo, ma il suo amore non fu corrisposto e Isabel si sposò con un altro uomo, poi morì alcuni anni dopo. Nel 1529 seguì il re in Italia, dove conobbe la cultura del Rinascimento, in particolare la poesia di Francesco Petrarca e di Ludovico Ariosto. Fu confinato per alcuni mesi su un'isola del Danubio per essere stato presente ad un matrimonio contro il volere dell'imperatore. Risiederà poi a Napoli.
Partecipò alla spedizione contro la Tunisia e nel 1536 diresse l'assalto alla fortezza di Muy, in Provenza.
Nella poetica di Garcilaso occorre notare due tratti importanti: da un lato l'assenza di risonanze belliche nelle sue opere, nonostante le esperienze sul campo; dall'altra un carattere essenzialmente laico.
In Garcilaso troviamo riunite tutte le caratteristiche del buon cortigiano: valente nelle armi, cortese nelle relazioni sociali, profondo conoscitore della cultura classica, poeta colto e ispirato.
I suoi versi armoniosi e musicali, di stile petrarchesco, in cui domina il tema amoroso, furono raccolti dopo la sua morte, nel Canzoniere (1543), dall'amico poeta Juan Boscán. Scrisse anche alcune odi in latino.

## Pensiero e poetica
La produzione di Garcilaso è divisa dallo spartiacque del suo soggiorno a Napoli (prima nel 1522-1523 e poi nel 1533). Prima di allora la sua poesia non è caratterizzata da tratti petrarchisti. È a Napoli che scopre gli autori italiani. Sarà notevolmente influenzato sia da autori precedenti, come Francesco Petrarca, sia dai contemporanei, quali Jacopo Sannazaro, autore dell'Arcadia. Garcilaso farà suo il mondo di Arcadia, una dimensione altra rispetto alla realtà, un'ambientazione mitologica nella quale collocare i sentimenti del poeta e le riflessioni sulla contemporaneità. Anche Ludovico Ariosto influenzerà Garcilaso, da cui l'autore spagnolo trae il tema della follia d'amore. 
È sempre in Italia che Garcilaso rafforza la sua adesione alla classicità, riscoprendo le Bucoliche di Virgilio, le Metamorfosi di Ovidio e le Odi di Orazio, oltre agli autori greci.
L'opera di Garcilaso de la Vega, che consta di quaranta sonetti, cinque canzoni, due elegie, una lettera, tre egloghe e sette canzoni e tre odi in Latino, venne pubblicata nel 1543, come appendice alle opere di Juan Boscan. La sua produzione lirica, massima espressione del Rinascimento castigliano, divenne molto presto un punto di riferimento essenziale per i poeti spagnoli, che da allora non poterono più ignorare la rivoluzione metrica ed estetica da lui operata nella lirica spagnola; con altri poeti italianisti, Juan Boscán e Diego Hurtado de Mendoza, introdusse una serie di strofe (terzine, sonetto, lira, ottava reale, endecasillabi sciolti, canzoni con stanze), il verso endecasillabo e il suo ritmo tritonico, molto più flessibile rispetto al rigido e monotono dodecasillablo, oltre un repertorio di temi, strutture e risorse stilistiche del petrarchismo.
Il linguaggio utilizzato da Garcilaso è chiaro e nitido, conforme agli ideali dell'amico Juan de Valdés: selezione del lessico, precisione e naturalezza, attenzione alla parola parlata piuttosto che allo scritto; preferisce termini comuni ai coltismi estranei alla lingua corrente. Ricerca l'equilibrio classico, per nobilitare il volgare rinascimentale. Nella sua Egloga terza afferma:
"Más a las veces son mejor oídos

el puro ingenio y lengua casi muda,

testigos limpios de ánimo inocente,

que la curiosidad del elocuente."
È preferibile evitare la retorica pomposa, dall'espressione forzata ed erudita, affinché la poesia risulti genuina e spontanea. Lo scopo della poesia è di essere ascoltata, per comunicare sentimenti. Garcilaso si oppone allo sproloquio cortigiano e alle lusinghe, preferisce il tono intimo, personale e riservato alla retorica e alla pompa dai toni marziali. Pone la prima pietra di una corrente lirica che palpita ancora con Gustavo Adolfo Bécquer.
Lo stile di Garcilaso è molto caratteristico: pone particolare attenzione alla musicalità del verso con l'uso di allitterazioni e il ritmo attorno ai tre assi principali dell'endecasillabo. Utilizza assiduamente l'epiteto con l'intenzione di creare un mondo idealizzato in cui gli oggetti sono archetipici e stilizzati come nel platonismo. È molto abile nella descrizione del fuggitivo e dello sfuggente, oltre che della malinconia di tutto il corso della vita, che egli definisce la sua "sensazione dolorosa":
"No me podrán quitar el dolorido

sentir, si ya primero

no me quitan el sentido."
Il paesaggio è arcadico, ma ambientato nelle sue proprietà a Toledo, al margine del fiume Tago. Temi mitologici appaiono come alternativa ai soggetti religiosi, che Garcilaso non ha mai trattato. Il poeta si identificava pienamente in alcuni miti, come quello di Apollo e Dafne. Come notato da Margot Arce Bianco, una delle studiose più importanti della sua poesia, i temi predominanti sono i sentimenti di assenza, il conflitto tra ragione e passione, il tempo e il canto di una natura idilliaca che funge da contrasto al dolore del poeta. Crede in un aldilà che non è quello della religione cristiana, bensì quello cultura pagana:
"Contigo, mano a mano

busquemos otros prados y otros ríos,

otros valles floridos y sombríos,

donde descanse, y siempre pueda verte

ante los ojos míos,

sin miedo y sobresalto de perderte."